# فاينانشال نيوز
فاينانشال نيوز وقد تُترجَم حرفيًا لـ جريدة الأخبار المالية (بالإنجليزية: Financial News) هي صحيفة مالية وموقع إخباري يتمُّ نشره في لندن. تُعتبر فاينانشال نيوز صحيفة أسبوعية تنشرها إفينانسيال نيوز ليميتد، وتغطي قطاع الخدمات المالية من خلال الأخبار والآراء وتغطية واسعة النطاق للناس.
فاينانشال نيوز مملوكة من قبل شركة داو جونز وشركائه، التي استحوذت على شركة إفينانسيال نيوز في عام 2007، وهي جزءٌ من قسم داو جونز ميديا جروب، والذي يتضمن أيضا مجلّة بارون، فاكتيفا، ماركيتواتش ومانشن جلوبال. أطلقت فاينانشال نيوز موقعًا إلكترونيًا ونسخة مطبوعة أسبوعية جديدة في كانون الثاني/يناير 2017.

## العناوين
بالإضافة إلى نشر الأخبار المالية، تديرالشركة أيضًا موقعَ FNLondon.com وهو نسخة محدثة يوميا من أخبار الجريدة، وأخبار الأسهم الخاصة، والذي يوفر أخبارًا وتحليلات يومية لصناعة الأسهم الخاصة في أوروبا. موقع أخبار الأسهم الخاصة هو النظير للنسخة المطبوعة من أخبار الأسهم الخاصة الأسبوعية وقد تم إطلاقه في عام 2003.

## التغطية
تُركّز تغطية الصحيفة والموقع الإلكتروني بشكل أساسي على أوروبا والمملكة المتحدة. يتمُّ تقسيمُ هذه التغطيّة إلى فئات، مع الأخبار الأسبوعية الرئيسية ومقالات وجهات النظر حول الخدمات المصرفية الاستثمارية وإدارة الأصول والأسهم الخاصة والتكنولوجيا المالية والتداول والتنظيم بالإضافة إلى تغطية الأشخاص التي تغطي التحركات الرئيسية والتوظيف واتجاهات التوظيف والتنظيم حول الرواتب والمكافآت وتعليم إدارة الأعمال والتنوع والمزيد.

## روابط خارجية
- الموقع الرسمي